# 多治比占部
多治比 占部（たじひ の うらべ）は、奈良時代の貴族。姓は真人。官位は正四位下・摂津大夫。

## 経歴
元正朝の養老4年（720年）従五位下に叙爵。
聖武朝に入り、神亀5年（728年）従五位上、天平4年（732年）宮内少輔に叙任される。その後、天平9年（737年）に藤原四兄弟が相次いで没し、橘諸兄が右大臣に昇って政権を握ると、天平11年（739年）正五位下、天平15年（743年）正五位上、天平18年（746年）従四位下、天平21年（749年）従四位上と聖武朝後半は順調に昇進を果たした。またこの間の天平19年（747年）には刑部卿に任ぜられている。
孝謙朝の天平勝宝2年（750年）正四位下・摂津大夫に至る。

## 官歴
『続日本紀』による。
- 時期不詳：正六位上
- 養老4年（720年） 正月11日：従五位下
- 神亀5年（728年） 5月21日：従五位上
- 天平4年（732年） 10月17日：宮内少輔
- 天平11年（739年） 正月13日：正五位下
- 天平15年（743年） 5月5日：正五位上
- 天平18年（746年） 4月22日：従四位下
- 天平19年（747年） 11月4日：刑部卿
- 天平21年（749年） 4月1日：従四位上
- 天平勝宝2年（750年） 正月16日：正四位下。3月12日：摂津大夫